# Modus ponendo tollens
Modus ponendo tollens (latín: «el modo que, al afirmar, niega») es una regla de inferencia válida de la lógica proposicional, a veces abreviado MPT. El modus ponendo tollens establece que, si no es posible que dos términos sean simultáneamente verdaderos; y uno de ellos es verdadero; entonces se puede inferir que el otro término no puede ser verdadero.
El modus ponendo tollens puede escribirse formalmente como:
{\displaystyle {\begin{array}{cl}&\neg (P\land Q)\\&P\\\hline \therefore &\neg Q\\\end{array}}}
donde cada vez que aparezcan las instancias de «{\displaystyle \neg (P\land Q)}» y «{\displaystyle P}» en las líneas de una demostración, se puede colocar «{\displaystyle \neg Q}» en una línea posterior. En resumen, «si P y Q no pueden ser verdad simultáneamente, y P es verdad, entonces Q no puede ser verdad».
Un ejemplo de modus ponendo tollens es:
Alejandra y Bárbara no pueden ganar ambas la carrera.
Alejandra ganó la carrera.
Por lo tanto, Bárbara no puede haber ganado la carrera.
Como E.J. Lemmon lo describe: «Modus ponendo tollens es el principio de que, si se sostiene la negación de una conjunción, y también una de sus oraciones conjuntivas, entonces la negación de la otra oración conjuntiva asimismo se sostiene».